# درسو اوزالا (فیلم ۱۹۶۱)
درسو اوزالا (روسی: Дерсу Узала) یک فیلم محصول کشور اتحاد جماهیر شوروی به کارگردانی آغاسی بابایان است که در سال ۱۹۶۱ منتشر شد. فیلم برگرفته از کتاب درسو اوزالا نوشتهٔ ولادیمیر آرسنیف است که در مورد سفرهایش در خاور دور روسیه به همراه یک شکارچی بومی به نام درسو اوزالاست.
تهیه‌کنندگی فیلم بر عهدهٔ Mosnauchfilm بوده‌است، کارگردان آغاسی بابایان است و فیلمنامه را ایگور بلگارین نوشته‌است. بازیگران اصلی فیلم نیز آدولف شستاکوف و کاسیم ژاکیبایف هستند.